# Teatro Piccinni
A Teatro Piccinni, teljes nevén Teatro Comunale Niccolò Piccinni Bari legrégebbi színháza. 

## Története
1854-ben építették fel. Az első előadásra ugyanebben az évben került sor (Gaetano Donizetti: Polyutus). 1855-ben nevezték el a nagyhírű helyi zeneszerzőről, Niccolò Piccinniről. 

## Leírása
A nézőtér patkó alakú, négy sor páhollyal, összesen 620 ülőhellyel. A színház a befogadóképességét tekintve a negyedik legnagyobb a régióban a Teatro Petruzzelli, a leccei Politeama Greco és San Severó-i Teatro Verdi után.